# Вольская улица (Самара)
Во́льская у́лица — улица в Советском, Промышленном и Кировском районах Самары между Каховской улицей и Улицей ΧΧII Партсъезда.
Пересечения:
- проспект Кирова
- Краснодонская улица
- Моршанская улица
- Переулок Юрия Павлова
- Путиловская улица
- Красносельская улица
- Воронежская улица
- Улица Калинина
- Ново-Вокзальная улица
- улицу Александра Матросова
- Средне-Садовая улица
- Приволжский переулок

## Этимология годонима
Улица названа в честь города Вольска. До 1949 года улица имела название Четвёртая улица Безымянки.

## Транспорт
Остановка: Вольская улица (автостанция «Вольская»):
- Автобус: 6, 8, 9, 21, 29, 30, 34, 41, 47, 51.
- Троллейбус: 7, 8, 9, 12, 13, 15, 18, 20.

Остановка: Воронежская улица (в сторону Ново-Вокзальной улицы):
- Автобус: 8, 9, 21
- Троллейбус: 7, 9, 15

Остановка: Воронежская улица (в сторону проспекта Кирова):
- Автобус: 6, 9, 21.
- Троллейбус: 7, 9, 15, 20.

Остановка: улица Александра Матросова:
- Автобус: 9, 30, 38
- Троллейбус: 15

Остановка: улица XXII-го партсъезда:
- Автобус: 9, 30
- Троллейбус: 15

## Здания и сооружения

Самарский муниципальный институт управления

### Чётная сторона
- № 40 — Бывший институт управления (здание в полуразрушенном состоянии, решается вопрос о размещении на территории школы и детского сада)
- № 46 — Филиал 19 Промышленного района ЦБС массовых библиотек
- № 72 и  № 76 — государственное учреждение здравоохранения Самарской области «Самарский городской противотуберкулёзный диспансер»[2]. Дом № 72 относится к Ансамблю застройки больничного городка, признанному выявленным объектом культурного наследия[3]
- № 96 — средняя школа № 109
- № 130 — комитет по ЖКХ Кировского района

### Нечётная
- № 117 — узловая диспетчерская |станция ПАТП-5
- № 13 — МБОУ лицей «Престиж»
- № 15 — военкомат Советского района
- № 23 — муниципальная детская школа искусств № 4 и школа диджеев
- № 61 — Отделение связи № 63
- № 61 — филиал промышленного отделения Сбербанка 823/0287
- № 113А — управление социальной защитой населения Промышленного района

## Почтовые индексы
- 443058 № 11
- 443105: № 130, 132
- 443063: чётные дома №№ 40—70, нечётные №№ 13—25, 55—71
- 444008: чётные дома №№ 72—76, нечётные №№ 75—93
- 443009: чётные дома №№ 94—126, нечётные №№ 95—115
- 443034: нечётные №№ 117-121[4]